# Очиров, Бато-Далай
Бато-Далай Очиров (20 марта 1874 год — 15 июля 1913) — общественный деятель, просветитель, предприниматель, депутат Государственной думы Российской империи II созыва.

## Биография
Родился в Читинском уезде Забайкальской области. Бурят, происходил из старинного племени хори, род Абхан Харгана. Обучался в Агинской улусной школе, затем в Читинском 3-х классном городском училище, после окончания которого работал три года учителем в родной Агинской школе. После работы в школе служил в канцелярии у главного тайши Агинской степной думы — Бодиина, под начальством которого находилось 50 тысяч бурят. После отмены местного самоуправления у бурят был избран старшиной Агинской волости.
Периодически сотрудничал с газетами «Жизнь на Восточной окраине» (Чита), «Сибирская жизнь» (Томск), «Сибирь» (Иркутск), периодически посещал Петербург. В декабре 1905 года приехал в Петербург для требованиями восстановления степных дум и права избрания депутата в Государственную думу депутата от забайкальских бурятов и эвенков. Во многом благодаря его ходатайствам был издан специальный закон, который установил представительство от бурят в Государственной думе Российской империи.
Весной 1907 года был избран депутатом Государственной думы II созыва от инородческого населения Забайкальской области, после её роспуска вернулся в Забайкалье, где принимал активное участие в общественной жизни.
В 1908 году Бато-Далай стал основателей в Агинском первого в Забайкалье кредитного товарищества, которое занималось покупкой и продажей китайского чая, сельскохозяйственных орудий, хлеба. Оборотный капитал кредитного товарищества в 1909 году составлял 100 тысяч рублей. Впоследствии товарищество было преобразовано в потребительский кооператив. Бато-Далай Очиров инициировал в Забайкалье открытие ферм, травосеяние. В местности Хойто-Ага открыл животноводческую ферму, где разводил коров холмогорской и костромской породы, белых английских свиней.
В 1909 году основал «Общество просвещения бурят», благодаря деятельности которого были открыты начальные школы в Чиндалее, Зуткулее, Хойто-Аге, Догое, Кункуре, Цугое, в 1911 году начались занятия в Агинском приходском четырёхклассном училище. Содействовал учреждению специальных стипендий для бурят, которые желали обучаться в университетах и высших специальных учебных заведениях.
Занимался переводами: перевёл с русского на бурятский 116 басен А. И. Крылова, сборник рассказов Л. Н. Толстого, книги и брошюры по кооперации, законы; с монгольского на русский — книги по буддизму. Способствовал исследованию флоры, фауны и рельефа территории Забайкалья под руководством Читинского отдела Императорского Географического общества. Был членом Географического общества, Общества Изучения Сибири, Сельскохозяйственного общества в Чите.
Скончался летом 1913 года, упав с лошади.